# Laigh Milton Viaduct
Der Laigh Milton Viaduct ist eine Eisenbahnbrücke nahe der schottischen Ortschaft Gatehead in der Council Area East Ayrshire. 1978 wurde das Bauwerk in die schottischen Denkmallisten in der höchsten Denkmalkategorie A aufgenommen. Man geht davon aus, dass sie die älteste erhaltene Eisenbahnbrücke für den Personenverkehr in Schottland ist; eventuell sogar die älteste weltweit.

## Geschichte
Der Viadukt wurde zwischen 1809 und 1812 auf Geheiß des Duke of Portland als Teil der Kilmarnock and Troon Railway errichtet. Als Architekten zeichnen die Bauingenieure William Jessop und Thomas Hollis verantwortlich. Als Schienen wurden L-förmige Stahlprofile verwendet, die eine Spur für die unprofilierten Räder der pferdegezogenen Wagen bildeten. Obschon die Bahnstrecke primär dem Kohletransport diente, wurde sie früh auch für den Personenverkehr freigegeben. 1846 wechselte die Betreibergesellschaft. Da die Streckenführung zur Vermeidung einer scharfen Kurve geändert werden sollte, wurde eine weiter südlich gelegene Brücke errichtet und der Laigh Milton Viaduct im selben Jahr außer Dienst gestellt. Er wurde jedoch noch lange als Fußgänger- und Wagenbrücke genutzt.
Auf Grund fehlender Instandhaltungsmaßnahmen hatte sich der Zustand des Bauwerks bis 1992 soweit verschlechtert, dass es als einsturzgefährdet eingestuft wurde. Die hohe Bedeutung der Brücke führte zur Gründung eines Vereins zu deren Erhalt. Nachdem Spendengelder akquiriert wurden, erwarb der Vereinsvorsitzende die Brücke zum Preis von zwei Pfund und leitete die Restaurierung ein. Das ausführende Unternehmen benötigte vor Ort einen Elektrizitätsanschluss. Um hierbei keine historisch wertvollen Spuren des Brückenbaus zu zerstören, lehnten die Denkmalbehörden den eingereichten Vorschlag zur Einrichtung des Anschlusses ab. Es musste eine einen Meter tiefe Furche angelegt werden, in der das Kabel nun verläuft. Die Arbeiten wurden 1996 abgeschlossen.

## Beschreibung
Der Laigh Milton Viaduct ist eine Steinbogenbrücke, die den Irvine westlich von Gatehead mit vier Bögen quert. Er ist 82,3 m lang und 7,6 m breit. Die Quadersteine des Schichtenmauerwerks sind im Bereich der Bögen bossiert. Die Bögen besitzen eine lichte Weite von 12,2 m, wobei die Pfeiler 2,7 m mächtig sind. Die Pfeilhöhe beträgt 7,6 m. Ob die Brücke einst eine Brüstung besaß, ist nicht abschließend geklärt.